# Stazione di Parola
La stazione di Parola era una fermata ferroviaria posta sulla linea Milano-Bologna. Serviva il centro abitato di Parola, nel territorio comunale di Fontanellato.

## Storia
La fermata di Parola venne attivata il 30 settembre 1923.

## Strutture e impianti
La fermata era posta alla progressiva chilometrica 108+136 fra le stazioni di Fidenza e di Castelguelfo.